# Super Monday Night Combat
Super Monday Night Combat fue un juego Free to Play desarrollado por Uber Entertainment. Es la secuela de Monday Night Combat y se lanzó oficialmente en Steam el 17 de abril de 2012. El lanzamiento del juego estaba previsto para el año siguiente, pero los desarrolladores lo publicaron en la plataforma de Steam por accidente. El juego estuvo en fase beta cerrada durante unos meses, antes de su lanzamiento oficial.
SMNC fue, al igual que su predecesor, un juego de disparos en tercera persona con distintas clases en las que el objetivo es destruir la base enemiga. Sin embargo, el juego tenía más rasgos de juegos de estrategia en tiempo real, como los MOBA, que de los juegos de disparos.

## Juego
En Super Monday Night Combat, dos equipos de 5 jugadores luchan por el objetivo del juego, que es destruir la base enemiga. Al igual que en otros juegos MOBA, cada equipo tiene oleadas de bots aliados que avanzan destruyendo, poco a poco, las torretas enemigas y en caso determinado el objetivo final de la base enemiga. Matar a los bots y jugadores enemigos proporciona dinero, el cual puedes gastar comprando potenciadores o bots adicionales. El personaje que usa cada jugador en SMNC se llama pro, en lugar de "héroe" o "campeón", como se le suele llamar en otros juegos de este estilo.

## Traducción
El juego fue añadido al Servidor de Traducción de Steam (STS), donde un equipo de traducción de cada idioma se encarga de pasar el juego de su versión original a la de la lengua que pertenecía a cada uno de los grupos.